# Environmental Science & Technology Letters
Environmental Science & Technology Letters (abgekürzt Environ. Sci. Technol. Lett. oder ES&T Letters) ist eine monatlich erscheinende Peer-Review-Fachzeitschrift. Herausgeber der seit 2014 erscheinenden Zeitschrift ist die American Chemical Society (ACS). Chefredakteur ist Bryan Brooks.
ES&T Letters behandelt umweltwissenschaftliche Themen der wie anthropogene Einflüsse auf die Atmosphäre, biogeochemische Kreisläufe, Schadstoffe in der aquatischen und terrestrischen Umwelt, Datenwissenschaften, Ökotoxikologie und öffentliche Gesundheit, Energie und Klima, nachhaltige Systeme sowie Abfallbehandlung und Wertstoffrückgewinnung.
Sie wurde von der American Chemical Society gegründet, um als Schwesterzeitschrift zu ihrer bestehenden Zeitschrift Environmental Science & Technology zu dienen, mit einer kürzeren Zeit bis zur Veröffentlichung. Laut Journal Citation Reports hat die Zeitschrift 2019 einen Impact Factor von 7,653.